# 28. Infanterie-Division (Wehrmacht)
Die 28. Infanterie-Division, später 28. leichte Infanterie-Division und ab 1942 28. Jäger-Division, war ein Großverband des Heeres der deutschen Wehrmacht.

## Divisionsgeschichte

### Aufstellung
Die 28. Infanterie-Division wurde am 1. Oktober 1936 in Breslau im Wehrkreis VIII aufgestellt und als Teil der 1. Aufstellungswelle am 1. August 1939 mobilisiert.
Truppenkennzeichen wird, da 1813 am Garnisonsort diese Tapferkeitsauszeichnung gestiftet wurde, das Eiserne Kreuz. Dieses soll laut Klusmeier (S. 24f.) allerdings Mitte 1943 gegen drei Eichenblätter ausgetauscht worden sein.

### Polenfeldzug
Sie nahm am Überfall auf Polen teil.

### Westfeldzug
Es folgte ein Einsatz im  Westfeldzug

### Unternehmen Barbarossa
Der Angriffskrieg   gegen die Sowjetunion begann für die Division sofort mit dem Überfall auf die sowjetischen Grenztruppen.
Nach schweren Verlusten während der Schlacht um Moskau wurde sie im November 1941 aus der Front gezogen.
Zur Auffrischung  nach  Frankreich verlegt, nahm die Division Besatzungsaufgaben war. Im Dezember 1941 erfolgte die Umgliederung zur leichten Infanterie-Division mit nur zwei Jäger-Regimentern reorganisiert.

## 28. leichte Infanterie-Division
Im Februar 1942 wurde die nunmehrige 28. leichte Infanterie-Division wieder an die Ostfront verlegt, diesmal auf die Krim zur Verfügung der Heeresgruppe Süd. Am 30. März wurde sie noch als voll gefechtsfähig eingestuft mit sechs Infanterie-Bataillonen in hervorragendem Zustand und einer vollen Divisionsartillerie-Einheit. Sie nahm im Mai am Unternehmen Trappenjagd und anschließend am Angriff auf Sewastopol teil.

## 28. Jäger Division
Am 1. Juli 1942 wurde sie in 28. Jäger-Division umbenannt. Nach Sicherungsaufgaben auf der Krim wurde die 28. JD im September zur Heeresgruppe Nord an den Wolchow verlegt, wo sie an der Ersten Ladoga-Schlacht teilnahm. Im Jahr 1943 folgten die Zweite und Dritte Ladoga-Schlacht.
Im Januar 1944 nahm sie während der sowjetischen Leningrad-Nowgoroder Operation die Reste der 1. Feld-Division (L) auf. Im Juni wurde sie kurzzeitig zur Verfügung der 4. Panzerarmee bei der Heeresgruppe Nordukraine im Raum Kowel gestellt, anschließend an die 2. Armee überstellt. Nach dem Rückzug nach Polen infolge der Operation Bagration wurde sie zu der in Neuaufstellung befindlichen 4. Armee nach Ostpreußen verlegt. Hier wurde sie im März/April 1945 in der Kesselschlacht von Heiligenbeil zerschlagen.

### Kapitulation
Die Division hatte weniger als 1000 Soldaten, als sie sich bei Kriegsende der Roten Armee ergab.

## Personen

### Kommandeure
| Dienstzeit                           | Dienstgrad          | Name                            |
| ------------------------------------ | ------------------- | ------------------------------- |
| 1. Oktober 1936 bis 21. Mai 1940     | Generalleutnant     | Hans von Obstfelder             |
| 21. Mai 1940 bis 1. Mai 1943         | Generalleutnant     | Johann Sinnhuber                |
| 1. Mai bis 25. November 1943         | Generalleutnant     | Friedrich Schulz                |
| 25. November 1943 bis Januar 1944    | Generalmajor        | Hubert Lamey                    |
| Januar bis 28. April 1944            | Generalleutnant     | Hans-Ludwig Speth               |
| 28. April bis 20. November 1944      | Generalleutnant     | Gustav Heisterman von Ziehlberg |
| 20. November 1944 bis 12. April 1945 | Oberst/Generalmajor | Ernst König                     |
| 12.–24. April 1945                   | Oberst              | Hans-Georg von Tempelhoff       |
| 24. April bis 9. Mai 1945            | Generalleutnant     | Siegfried Verhein               |

### Erste Generalstabsoffiziere (Ia)
| Dienstzeit                           | Dienstgrad     | Name                                 |
| ------------------------------------ | -------------- | ------------------------------------ |
| 15. Juli 1938 bis 25. Oktober 1940   | Oberstleutnant | Helmuth von Grolman                  |
| 25. Oktober 1940 bis 1. Juni 1943    | Oberstleutnant | Kurt Gundelach                       |
| 1. Juni 1943 bis 20. Juni 1944       | Oberstleutnant | Christian Schaeder                   |
| Juni bis 27. Juli 1944               | Major          | Joachim Kuhn                         |
| 5. August bis 20. November 1944      | Major          | Wernher Freiherr von Schönau-Wehr    |
| 20.–25. November 1944                | Major          | Gerhard Schlie                       |
| 25. November 1944 bis 1. Januar 1945 | Major          | Wernher Freiherr von Schönau-Wehr    |
| 1. Januar bis April 1945             | Major          | Franz-Josef von Löbbecke             |
| April bis Mai 1945                   | Oberstleutnant | Ernst-August Freiherr von Wangenheim |

### Bekannte Divisionsangehörige
- Walther-Peer Fellgiebel (1918–2001), Autor und Manager im Vorstand der Deutschen Zündwaren-Monopol-Gesellschaft
- Helmuth von Grolman (1898–1977), war von 1959 bis 1961 erster Wehrbeauftragter des Deutschen Bundestages
- Hans-Georg von Tempelhoff (1907–1985), war von 1962 bis 1967, als Brigadegeneral des Heeres der Bundeswehr, Kommandeur der 3. Panzerdivision
- Ernst John von Freyend (1909–1980), war von 1942 bis 1945 Keitels Adjutant und später Angehöriger des Bundesnachrichtendienstes

## Auszeichnungen
Insgesamt wurden 49 Ritterkreuze an Angehörige der 28. ID/28. lID und 28. JD verliehen, sowie 85 Deutsche Kreuze in Gold.

## Gliederung
| 28. Infanterie-Division 1939            | 28. leichte Infanterie-Division 1941    | 28. Jäger-Division 1943                            |
| --------------------------------------- | --------------------------------------- | -------------------------------------------------- |
| Infanterie-Regiment 7                   | —                                       | —                                                  |
| Infanterie-Regiment 49                  | Jäger-Regiment 49                       | Jäger-Regiment 49                                  |
| Infanterie-Regiment 83                  | Jäger-Regiment 83                       | Jäger-Regiment 83                                  |
| Artillerie-Regiment 28                  |                                         |                                                    |
| Beobachtungs-Abteilung 28               | —                                       | —                                                  |
| Aufklärungs-Abteilung 28                | Radfahr-Abteilung 28                    | Aufklärungs-Abteilung 28                           |
| Pionier-Bataillon 28                    |                                         |                                                    |
| Panzerabwehr-Abteilung 28               | Panzerjäger-Abteilung 28                | Panzerjäger-Abteilung 28                           |
| Feldersatz-Bataillon 28                 |                                         |                                                    |
| Divisions-Nachrichten-Abteilung 28      |                                         |                                                    |
| Infanterie-Divisions-Nachschubführer 28 | Infanterie-Divisions-Nachschubführer 28 | Kommandeur der Jäger-Divisions-Nachschubtruppen 28 |